# Stockholm Nordic Vikings
| Stockholm Nordic Vikings                                                                        | Stockholm Nordic Vikings                                        |
| Gegründet 1994 – Aufgelöst 1995 Spielten in Stockholm, Schweden                                 | Gegründet 1994 – Aufgelöst 1995 Spielten in Stockholm, Schweden |
| ----------------------------------------------------------------------------------------------- | --------------------------------------------------------------- |
| \| \| \| \| \| \|                                                                               |                                                                 |
| Teamfarben                                                                                      | Königsblau, weiß, gold                                          |
| Liga                                                                                            |                                                                 |
| - Football League of Europe (1994) North Conference - American Football League of Europe (1995) |                                                                 |
| Personal                                                                                        |                                                                 |
| Head Coach                                                                                      | Mike Wyatt                                                      |
| Erfolge                                                                                         |                                                                 |
| Meisterschaften (2) Euro Super Bowl 1994, 1995                                                  |                                                                 |
| Play-off-Teilnahmen (2)                                                                         |                                                                 |
| Stadien                                                                                         |                                                                 |
| - Olympiastadion Stockholm                                                                      |                                                                 |
|                                                                                                 |                                                                 |
|                                                                                                 |                                                                 |

Die Stockholm Nordic Vikings waren eine Football-Mannschaft, die 1994 und 1995 an der Football League of Europe (FLE) teilnahm und in beiden Spielzeiten die Meisterschaft gewannen.
Die Stockholm Nordic Vikings waren eine Art All-Star-Team aus Schweden. Das Team bestand aus dem Kern der schwedischen Football-Nationalmannschaft und einigen Verstärkungen, darunter Björn Nittmo, einem schwedischen Kicker mit NFL- und World-League-Erfahrung.
In der Saison 1994 wurden die Nordic Vikings als Geheimfavorit gehandelt und diesem auch gerecht. Mit nur einer Niederlage bei neun Siegen in der Gruppenphase erreichten sie die Play-offs. Dort schlugen sie im Halbfinale vor 5.000 Zuschauern die Amsterdam Crusaders mit 34:21 und gewannen im Finale, vor 18.000 Zuschauern im Hamburger Volksparkstadion, gegen die Hamburg Blue Devils mit 43:35. Der Zuschauerschnitt lag bei etwa 4000.
In der Saison 1995 starteten die Nordic Vikings mit zwei Niederlagen in die Saison. Schlussendlich holten sie fünf Siege in acht Spielen. Das Halbfinale gegen die Crusaders entfiel, da sich Amsterdam aus der Liga zurückgezogen hatte. Im Finale schlugen die Schweden Bergamo Lions, das Spitzenteam der regulären Saison, mit 14:0.

## Statistik
| Spielzeit | Reguläre Saison | Reguläre Saison | Reguläre Saison | Reguläre Saison | Reguläre Saison | Reguläre Saison | Reguläre Saison | Reguläre Saison | Postseason | Postseason | Postseason | Postseason | Postseason | Postseason |
| Spielzeit | Platz           | Sp              | S               | N               | SQ              | P+              | P−              | Diff            | Sp         | S          | N          | P+         | P−         | Diff       |
| --------- | --------------- | --------------- | --------------- | --------------- | --------------- | --------------- | --------------- | --------------- | ---------- | ---------- | ---------- | ---------- | ---------- | ---------- |
| 1994      | 1               | 10              | 9               | 1               | 0,900           | 465             | 228             | +237            | 2          | 2          | 0          | 77         | 56         | +21        |
| 1995      | 2               | 08              | 5               | 3               | 0,625           | 239             | 223             | 0+16            | 1          | 1          | 0          | 14         | 0          | +14        |
| Summe     | Summe           | 18              | 14              | 4               | 0,778           | 704             | 451             | +253            | 3          | 3          | 0          | 91         | 56         | +35        |